# Ouéménou
Les Ouéménou sont une population vivant dans le Sud du Bénin et dont la vie et la culture sont étroitement liées à celle du fleuve Ouémé auquel ils doivent leur nom.

## Ethnonymie
Selon les sources et le contexte, on observe différentes formes : Dekanmenu, Ouémènous, Wemenou, Wemenu, Wemwnu.

## Langue
Ils parlent le weme (ou weme gbe, wéménugbé), une langue gbe.